# ウィザーモン
ウィザーモンはデジタルモンスターシリーズに登場する架空の生命体・デジタルモンスターの一種。テレビアニメ『デジモンアドベンチャー』、『デジモンフロンティア』、『DIGITAL MONSTER X-evolution』の登場キャラクター。

## 概要
ペンデュラム 3・ナイトメアソルジャーズで初登場。元はバンダイが発売した携帯ゲーム・「マジカルウィッチーズ」のキャラクターであり、設定上も同一の存在として扱われている。名前の由来は魔法使いを意味する英単語ウィザード。

## 種族としてのウィザーモン
別次元のデジタルワールドである魔法の世界「ウィッチェルニー」からやって来た上級の魔人型デジモン。炎と大地の魔術（高級プログラム言語）をマスターし、大魔道士になることを目指していたが、修行のためデジタルワールドに現れた。少々いたずら好きな性格だが、恥ずかしがりやの一面も持つため、決して素顔を見せようとしない。
X抗体を取り込んだ個体はウィッチェルニーのエネルージュ族の影響が色濃く現れたことで内なる魔術力が強化された。さらに幾つもの世界を渡り歩いての世界を渡り歩き修行をした成果も加わり、新たな魔術も習得している。

### 基本データ
- 世代/成熟期
- タイプ/魔人型
- 属性/データ
- 必殺技/サンダークラウド、ボルトブレイク（X抗体版）
- 得意技/マジックゲーム、テラーイリュージョン
- 勢力/ナイトメアソルジャーズ

必殺技
サンダークラウド
雷雲を呼び出し、強烈な雷撃を繰り出す。
ボルトブレイク
X抗体で習得。両手から量子分解を起こすほどの強大な電撃魔術。

### 亜種・関連種・その他
- ソーサリモン

亜種。
- フレイウィザーモン
- ウィッチモン
- メディーバルデュークモン
- ミスティモン

## 登場人物としてのウィザーモン

### デジモンアドベンチャー
声は石田彰。ヴァンデモン軍団の一員として登場。人間に近い容姿と魔法を利用した手品を使って8人目の選ばれし子供の捜索をしている。捜索をしているのはヴァンデモンの他の部下と同じようにみえるが、その目的は8人目の子供である八神ヒカリとそのパートナーデジモンであるテイルモンを引き合わせ記憶を取り戻させるためだった。自分を救ってくれたテイルモンのためだけを思って動いており、必要とあらばヴァンデモンを敵に回すことも厭わないほどヴァンデモンへの忠誠心は皆無。ヴァンデモンの「デッドスクリーム」で戦闘不能にされたリリモンを救うなど、高い魔力を持つ。最後はテイルモンとヒカリをヴァンデモンの「ナイトレイド」から身を挺して庇い死亡した。現実世界で死亡したためはじまりの街に戻れず、次作でテイルモンたちに再会するまでフジテレビに亡霊のように彷徨っていた。
小説版ではウィッチェルニーらしき世界を追放され、テイルモンに会うまでの過程が詳細に描かれている。

### デジモンフロンティア
第3話に登場。声は宇垣秀成。キャンドモンの村の住人であるキャンドモンの一体が進化した姿。透明化や分身攻撃でアグニモンを苦しめたが、チャックモンからの助言で本体を見破ったアグニモンの反撃により倒される。また、他にも別個体が第17話にてアキバマーケットの客として登場し、関連種のソーサリモンも第11話にてキャラクターで登場。

### DIGITAL MONSTER X-evolution
声は石田彰。レジスタンスに所属している。

### 漫画

#### デジモンアドベンチャーVテイマー01
ヴァンデモンに操られていたデジモンの一体として登場。

#### デジモンクロスウォーズ
- 第11話から第19話、Web漫画で登場。一人称は「僕」。テイルモンと共にコリドーゾーンから登場し、後にクロスハートの一員になる。